# Награда Жичка хрисовуља
Награда Жичка хрисовуља додељује се за песничка дела која у себи спајају традиционалне и савремене токове српског песништва. 

## О Награди
Награда се додељује оквиру културно-научне манифестације Жички духовни сабор Преображење у Краљеву, почев од 1992. године. Централни део манифестације посвећен добитнику Жичке хрисовуље, која се додељује савременим српским песницима за понирање у дубине нашег песничког и културног наслеђа и допринос савременој поезије. Свечано уручење Награде је на празник Преображења Господњег (19. август) у трпезарији манастира Жиче. Сваке године након Манифестације, штампа се зборник о песничком стваралаштву актуелног добитника, као значајан допринос тумачењу савремене српске поезије.
Првих година је као награда уручивана Жичка хрисовуља из манастирске иконописачке школе „Свети Лука", рађена на липовој дасци, са златном подлогом, комбиновањем иконе и текста. Од 1999. године изглед награде је промењен на идеју сликара Слободана Луковића. Од те године награђени песници добијају, поред Жичке хрисовуље, и икону Преображења Господњег. Хрисовуље се раде на пергаменту, руком писаним текстом, минијатурама и воштаним печатом.
Досадашњи добитници Жичке хрисовуље су: Добрица Ерић, Милутин Петровић, Миодраг Павловић, Љубомир Симовић, Иван В. Лалић, Милосав Тешић, Бранислав Петровић, Стеван Раичковић, Алек Вукадиновић, Матија Бећковић, Борислав Радовић, Рајко Петров Ного, Милован Данојлић, Мирослав Максимовић, Злата Коцић, Ђорђо Сладоје, Новица Тадић, Братислав Р. Милановић, Петар Пајић, Иван Негришорац, Гојко Ђого, Петар Цветковић, Ранко Јововић, Ђорђе Нешић, Живорад Недељковић, Мошо Одаловић, Стеван Тонтић, Владимир Јагличић, Милан Ненадић, Никола Вујчић, Раде Танасијевић и Љубивоје Ршумовић.

## Добитници[5]
Ова листа се генерише помоћу података са Википодатака, а периодично је ажурира бот.
Промене које се изврше унутар подручја листе ће бити уклоњене до следећег ажурирања!
| слика | добитник               | опис                                                                                           | година |
| ----- | ---------------------- | ---------------------------------------------------------------------------------------------- | ------ |
|       | Миодраг Павловић       | српски књижевник, универитетски професор и академик                                            | 1994   |
|       | Матија Бећковић        | српски књижевник и академик                                                                    | 2001   |
|       | Милован Данојлић       | српски писац и политичар                                                                       | 2004   |
|       | Стеван Раичковић       | српски књижевник и академик                                                                    | 1999   |
|       | Иван В. Лалић          | српски књижевник                                                                               | 1996   |
|       | Добрица Ерић           | српски писац и књижевник                                                                       | 1992   |
|       | Новица Тадић           | српски песник                                                                                  | 2008   |
|       | Љубомир Симовић        | српски писац и академик                                                                        | 1995   |
|       | Стеван Тонтић          | српски књижевник                                                                               | 2018   |
|       | Мошо Одаловић          | српски песник                                                                                  | 2017   |
|       | Гојко Ђого             | српски књижевник, песник и есејиста                                                            | 2012   |
|       | Рајко Петров Ного      | српски пјесник, есејиста и критичар                                                            | 2003   |
|       | Иван Негришорац        | српски књижевник, књижевни критичар, драматург, историчар књижевности, универзитетски професор | 2011   |
|       | Ђорђо Сладоје          | српски песник                                                                                  | 2007   |
|       | Ђорђе Нешић            | књижевник                                                                                      | 2015   |
|       | Алек Вукадиновић       | српски писац                                                                                   | 2000   |
|       | Бранислав Петровић     | српски песник и новинар                                                                        | 1998   |
|       | Владимир Јагличић      |                                                                                                | 2019   |
|       | Милосав Тешић          | српски песник, есејиста, лингвиста и академик                                                  | 1997   |
|       | Борислав Радовић       | југословенски и српски песник, есејиста и преводилац                                           | 2002   |
|       | Петар Пајић            | српски песник, писац и уредник                                                                 | 2010   |
|       | Живорад Недељковић     |                                                                                                | 2016   |
|       | Петар Цветковић        |                                                                                                | 2013   |
|       | Злата Коцић            | српска песникиња, есејиста и преводилац                                                        | 2006   |
|       | Милутин Петровић       |                                                                                                | 1993   |
|       | Ранко Јововић          |                                                                                                | 2014   |
|       | Братислав Р. Милановић |                                                                                                | 2009   |
|       | Rade Tanasijević       |                                                                                                | 2022   |